# Cod ATC J05
Codul ATC J05 Antivirale de uz sistemic este o parte a sistemului de clasificare anatomică, terapeutică și chimică a medicamentelor, un sistem dezvoltat de către Organizația Mondială a Sănătății (OMS) pentru clasificarea medicamentelor și a altor produse medicinale. Subgrupul J05 este o parte a grupului J Antiinfecțioase de uz sistemic.
Codurile pentru preparatele de uz veterinar sunt create prin alipirea literei Q în fața codului ATC corespunzător produsului pentru uz uman; de exemplu, QJ05. 

## J05A Antivirale cu acțiune directă

### J05AA Tiosemicarbazone
J05AA01 Metisazonă

### J05ABNucleozideșinucleotide, cu excepția inhibitorilor de revers-transcriptază
J05AB01 Aciclovir
J05AB02 Idoxuridină
J05AB03 Vidarabină
J05AB06 Ganciclovir
J05AB09 Famciclovir
J05AB11 Valaciclovir
J05AB12 Cidofovir
J05AB13 Penciclovir
J05AB14 Valganciclovir
J05AB15 Brivudină

### J05AC Amine ciclice
J05AC02 Rimantadină
J05AC03 Tromantadină

### J05AD Fosfonați
J05AD01 Foscarnet
J05AD02 Fosfonet

### J05AE Inhibitori de protează
J05AE01 Saquinavir
J05AE02 Indinavir
J05AE03 Ritonavir
J05AE04 Nelfinavir
J05AE05 Amprenavir
J05AE07 Fosamprenavir
J05AE08 Atazanavir
J05AE09 Tipranavir
J05AE10 Darunavir

### J05AF Inhibitorilor de revers-transcriptază nucleozidici și nucleotidici
J05AF01 Zidovudină
J05AF02 Didanosină
J05AF03 Zalcitabină
J05AF04 Stavudină
J05AF05 Lamivudină
J05AF06 Abacavir
J05AF07 Tenofovir disoproxil
J05AF08 Adefovir dipivoxil
J05AF09 Emtricitabină
J05AF10 Entecavir
J05AF11 Telbivudină
J05AF12 Clevudină
J05AF13 Tenofovir alafenamidă

### J05AG Inhibitorilor de revers-transcriptază non-nucleozidici
J05AG01 Nevirapină
J05AG02 Delavirdină
J05AG03 Efavirenz
J05AG04 Etravirină
J05AG05 Rilpivirină
J05AG06 Doravirină

### J05AH Inhibitori deneuraminidază
J05AH01 Zanamivir
J05AH02 Oseltamivir
J05AH03 Peramivir
J05AH04 Laninamivir

### J05AP Antivirale utilizate în tratamentulhepatitei Cvirale
J05AP01 Ribavirină
J05AP02 Telaprevir
J05AP03 Boceprevir
J05AP04 Faldaprevir
J05AP05 Simeprevir
J05AP06 Asunaprevir
J05AP07 Daclatasvir
J05AP08 Sofosbuvir
J05AP09 Dasabuvir
J05AP10 Elbasvir
J05AP11 Grazoprevir
J05AP51 Sofosbuvir și ledipasvir
J05AP52 Dasabuvir, ombitasvir, paritaprevir și ritonavir
J05AP53 Ombitasvir, paritaprevir și ritonavir
J05AP54 Elbasvir și grazoprevir
J05AP55 Sofosbuvir și velpatasvir
J05AP56 Sofosbuvir, velpatasvir și voxilaprevir
J05AP57 Glecaprevir și pibrentasvir
J05AP58 Daclatasvir, asunaprevir și beclabuvir

### J05AR Antivirale în tratamentul infecției cuHIV, combinații
J05AR01 Zidovudină și lamivudină
J05AR02 Lamivudină și abacavir
J05AR03 Tenofovir disoproxil și emtricitabină
J05AR04 Zidovudină, lamivudină și abacavir
J05AR05 Zidovudină, lamivudină și nevirapină
J05AR06 Emtricitabină, tenofovir disoproxil și efavirenz
J05AR07 Stavudină, lamivudină și nevirapină
J05AR08 Emtricitabină, tenofovir disoproxil și rilpivirină
J05AR09 Emtricitabină, tenofovir disoproxil, elvitegravir și cobicistat
J05AR10 Lopinavir și ritonavir
J05AR11 Lamivudină, tenofovir disoproxil și efavirenz
J05AR12 Lamivudină și tenofovir disoproxil
J05AR13 Lamivudină, abacavir și dolutegravir
J05AR14 Darunavir și cobicistat
J05AR15 Atazanavir și cobicistat
J05AR16 Lamivudină și raltegravir
J05AR17 Emtricitabină și tenofovir alafenamidă
J05AR18 Emtricitabină, tenofovir alafenamide, elvitegravir și cobicistat
J05AR19 Emtricitabină, tenofovir alafenamide și rilpivirină
J05AR20 Emtricitabină, tenofovir alafenamide și bictegravir
J05AR21 Dolutegravir și rilpivirină
J05AR22 Emtricitabină, tenofovir alafenamide, darunavir și cobicistat
J05AR23 Atazanavir și ritonavir
J05AR24 Lamivudină, tenofovir disoproxil și doravirină
J05AR25 Lamivudină și dolutegravir
J05AR26 Darunavir și ritonavir
J05AR27 Lamivudină, tenofovir disoproxil și dolutegravir

### J05AX Alte antivirale
J05AX01 Moroxidină
J05AX02 Lisozim
J05AX05 Inozină pranobex (metizoprinol)
J05AX06 Pleconaril
J05AX07 Enfuvirtidă
J05AX08 Raltegravir
J05AX09 Maraviroc
J05AX10 Maribavir
J05AX11 Elvitegravir
J05AX12 Dolutegravir
J05AX13 Umifenovir
J05AX17 Enisamiu, iodură de
J05AX18 Letermovir
J05AX19 Tiloronă
J05AX21 Acid pentanedioic imidazolil etanamidă
J05AX23 Ibalizumab
J05AX24 Tecovirimat
J05AX25 Baloxavir marboxil
J05AX26 Amenamevir
J05AX27 Favipiravir